# Styvsyska
Styvsyska (Stachys recta) art i familjen kransblommiga växter som förekommer naturligt i Europa och österut till Turkiet och Kaukasus. 

## Underarter
Arten kan delas in i fem underarter:
- subsp. recta
- subsp. labiosa
- subsp. rhodopaea
- subsp. subcrenata
- subsp. tenoreana

## Synonymer
- Betonica adscendens Walther
- Betonica decumbens Moench nom. illeg.
- Betonica hirta Gouan nom. illeg.
- Ortostachys recta (L.) Fourr.
- Prasium stachys E.H.L.Krause
- Sideritis hirsuta Gouan
- Stachys acanthodonta Klokov
- Stachys bufonia Thuill.
- Stachys czernjaevii Schost.
- Stachys goulimyi Rech.f.
- Stachys nitens Janka
- Stachys patula Griseb.
- Stachys procumbens Lam.
- Stachys ramosissima Rochel nom. illeg.
- Stachys sideritis Vill. nom. illeg.
- Stachys stenophylla Spreng.
- Stachys sylvestris Forssk.